# GG Lupi
GG Lupi eller HD 135876, är en dubbelstjärna belägen i den mellersta delen av stjärnbilden Vargen en halv grad väster om Delta Lupi. Den har en lägsta skenbar magnitud av ca 6,11 och är mycket svagt synlig för blotta ögat där ljusföroreningar ej förekommer. Baserat på parallax enligt Gaia  Data Release 3 på ca 6,66 mas beräknas den befinna sig på ett avstånd av ca 489 ljusår (ca 150 parsec) från solen. Den rör sig bort från solen med en heliocentrisk radialhastighet av ca 4 km/s.

## Observation
GG Lupi visade sig 1930 vara en spektroskopisk dubbelstjärna, och dess förmörkelser upptäcktes i observationer under 1964. Dess läge på himlen, avstånd och egenrörelse gör den till en sannolik medlem av Scorpius-Centaurus-föreningen inom Gould's Belt- stjärnbildningsregionen.

## Egenskaper

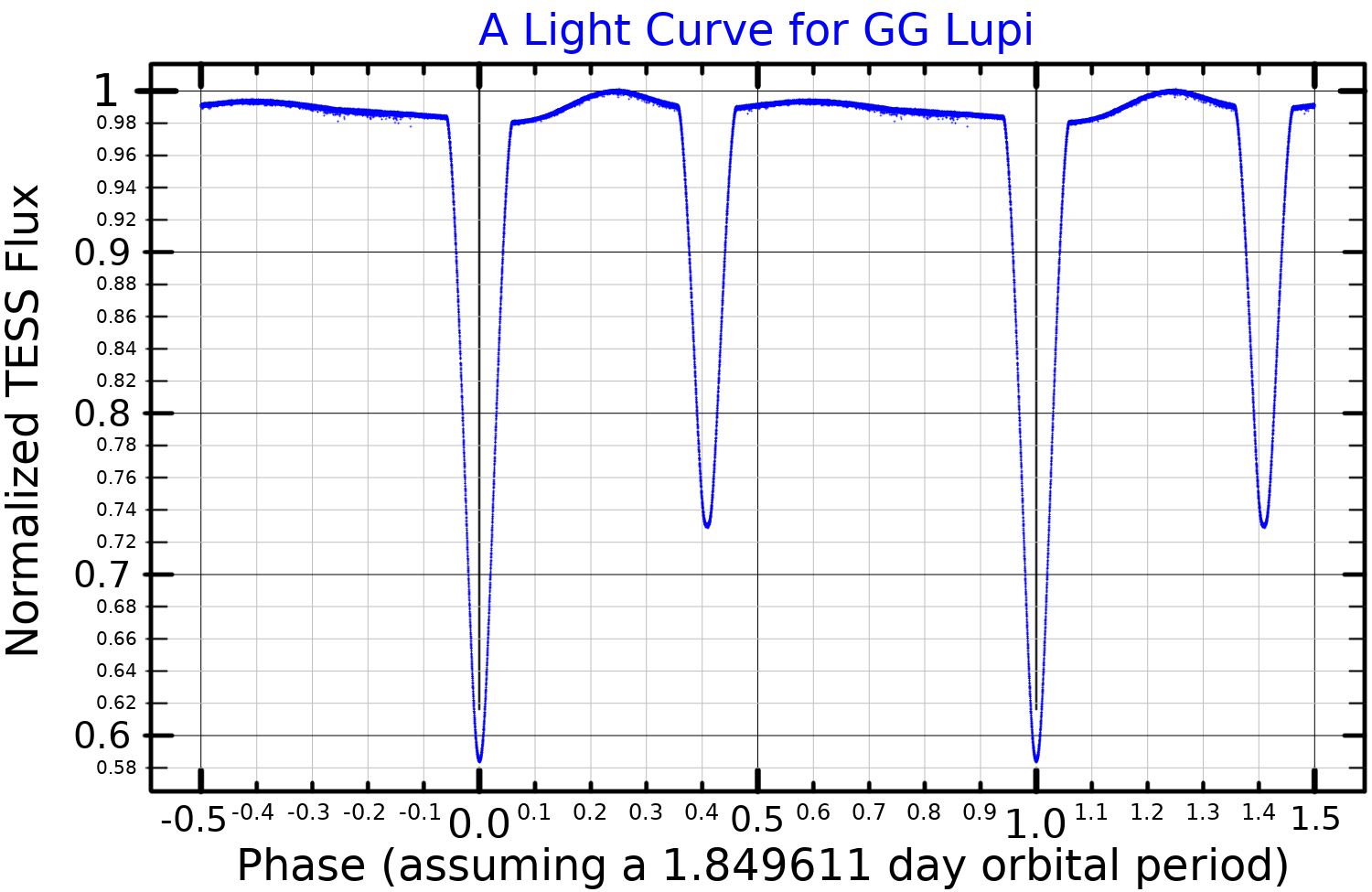
Ljuskurva för GG Lupi, plottad från TESS-data

Primärstjärnan GG Lupi A är en blå stjärna i huvudserien av spektralklass B7 V. Den har en massa av ca 4,2 solmassor, en radie av ca 2,4 solradier och har en effektiv temperatur av ca 13&nbs000<re,4f name="D"/> K.
Följeslagaren GG Lupi B är en blå stjärna i huvudserien av spektralklass B9 V. Den har en massa av ca 2,6 solmassor, en radie av ca 1,8 solradie och har en effektiv temperatur av ca 10&nbs600 K.
GG Lupi är en förmörkande dubbelstjärna av typen Algolvariabel. De två stjärnorna är båda mycket unga och beräknas vara cirka 20 miljoner år gamla, vilket placerar dem nära ingången i huvudserien. Deras omloppsbana är något excentrisk (e=0,15) och omloppsperioden för apsidal precession är 102 år.